# Svenska bilder (diktsamling)
Svenska bilder är en diktsamling av Carl Snoilsky.  Det är en samling ballader, det vill säga dikter med berättande innehåll, som beskriver episoder ur Sveriges historia från den åldrande Gustav Vasa fram till den unge Esaias Tegnér 250 år senare.
Dikterna skrevs under en följd av år och publicerades i flera omgångar. De äldsta är från slutet av 1870-talet, men huvuddelen tillkom under  Snoilskys tioåriga exil efter skilsmässan 1879. De 12 först skrivna publicerades i Nya dikter 1881. År 1886 trycktes de dittills skrivna som ett eget verk, som kom i ny utökad upplaga 1894. De sist tillkomna publicerades 1897.
Svenska bilder fick tidigt en plats i modersmålsundervisningen i svensk skola. Den första skolupplagan med kommentarer kom redan 1894. En moderniserad version trycktes mellan 1931 och 1967 i 32 upplagor. 
Svenska bilder skrevs under en tid, som i svensk litteraturhistoria helt domineras av August Strindberg. Med sin högadliga bakgrund representerade Snoilsky i många avseenden det samhälle och de idéer, som Strindberg kritiserade. Snoilsky var emellertid medveten om sin tids samhällsbrister, något som tog sig uttryck i dikter med socialt engagemang, låt vara ur ett högadligt perspektiv.  
Göran Hägg beskriver i Den svenska litteraturhistorien Snoilskys nationalism som måttlig, och nämner att frånvaron av tankegods är Svenska bilders styrka. Vad Snoilsky i stället har skapat är "rytm och klang, bild och handling". Om Snoilsky hade varit mera djupsinnig, tror Hägg att han idag skulle ha varit helt bortglömd. 
I Häggs ögon var Snoilsky ett poetiskt geni, som i fråga om versskapande är den främste mellan Stagnelius och Fröding. Svenska bilder lämpar sig därför speciellt för högläsning. "Kung Erik" spreds som skillingtryck och dikter som "Stenbocks kurir" och "Herr Jans likfärd" var kända deklamationsnummer för en äldre generation.  Andra dikter i samma kategori är "Hvita frun", "Kristina", "Brandklipparen" och "På Värnamo marknad", medan "Den trettonde mars" ger en psykologisk inträngande bild av kunglig olycka efter statskuppen 1809. Allt detta enligt Häggs litteraturhistoria.
Upplagan av Svenska bilder från 1894 föreligger i digitaliserad form, men med fel som gör några dikter oläsliga. De korrekt digitaliserade samt de senare tillkomna är också tillgängliga i Wikisource. Projekt Runeberg återger hela Svenska bilder efter Snoilskys Samlade  dkter, Tredje bandet i en utgåva från 1903.